# Karya Bakti (Sungai Penuh)
Karya Bakti is een bestuurslaag in het regentschap Sungai Penuh van de provincie Jambi, Indonesië. Karya Bakti telt 1534 inwoners (volkstelling 2010).